# Хофмейстер, Куно
Куно Хофмейстер (нем. Cuno Hoffmeister; 1892—1968) — немецкий астроном.

## Биография
Родился в Зоннеберге, с детства увлекался астрономией. Несколько лет работал ассистентом в Бамбергской и Йенской обсерваториях. В 1925 организовал в Зоннеберге собственную обсерваторию, которая впоследствии вошла в состав Академии наук ГДР, и оставался её директором до конца жизни. В 1927 получил докторскую степень в Йенском университете. С 1936 — член Германской академии естествоиспытателей «Леопольдина» в Галле.
Основные труды в области исследований переменных звёзд и метеоров. В 1928 в сотрудничестве с Бабельсбергской обсерваторией начал фотографическое патрулирование неба, основной задачей которого было обнаружение новых переменных звёзд (эта работа продолжается в Зоннебергской обсерватории до настоящего времени). Открыл и исследовал почти 10 000 переменных звёзд, несколько астероидов, а также комету C/1959 O1. Вёл систематические визуальные наблюдения метеоров. В 1948 был опубликован его каталог метеорных потоков. Выполнил многочисленные наблюдения зодиакального света с помощью фотометра собственной конструкции, изучал противосияние. На протяжении нескольких десятилетий был редактором научно-популярного журнала «Sterne».
В его честь назван кратер на Луне, а также астероиды № (1726) Hoffmeister и № (4183) Куно.

## Публикации
- Die Meteore, ihre kosmischen und irdischen Beziehungen, Lpz., 1937;
- Zur Photometrie der Milchstrasse, B., 1947.
- Meteorströme. Meteoric currents, Weimar, 1948;
- Verzeichnis von 1440 neuen veränderlichen Sternen mit Angaben über die Art ihres Lichtwechsels, B., 1949
- Хоффмейстер К., Рихтер Г., Венцель В. Переменные звезды. М.: Наука, 1990. Пер. с нем. А. Г. Тоточава и Э. И. Желвановой. Под ред. Н. Н. Самуся.